# Mieczysław Krajewski (polityk)

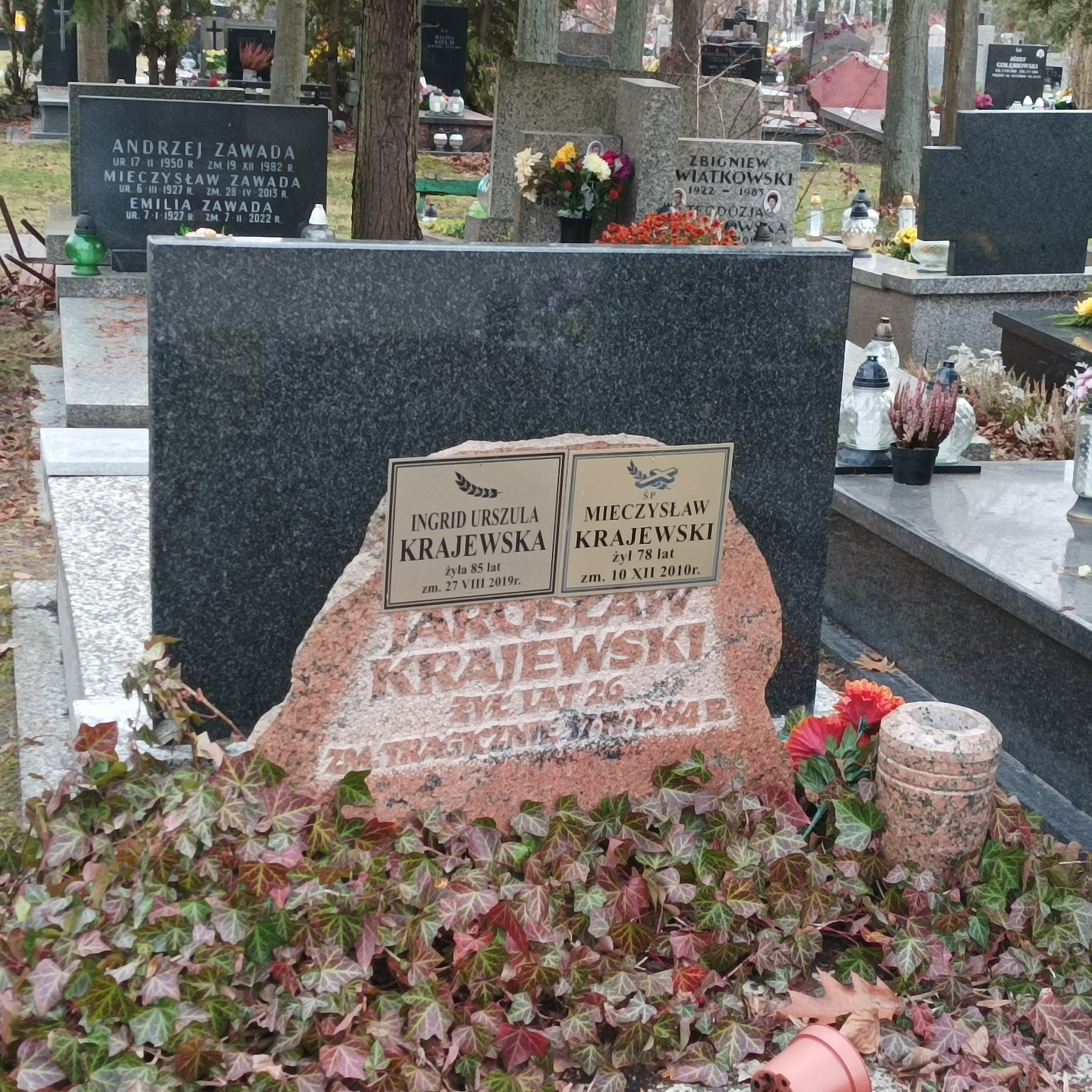
Grób Mieczysława Krajewskiego na cmentarzu komunalnym Północnym w Warszawie

Mieczysław Krajewski (ur. 5 maja 1932 w Mchowie, zm. 10 grudnia 2010 w Warszawie) – polski ekonomista i polityk, poseł na Sejm II kadencji.

## Życiorys
Syn Bolesława i Heleny. Ukończył studia na Wydziale Matematyczno-Fizycznym Uniwersytetu Warszawskiego w 1957. W 1964 uzyskał stopień doktora nauk ekonomicznych na Wydziale Społeczno-Ekonomicznym Wyższej Szkoły Nauk Społecznych przy KC PZPR w Warszawie. Z zawodu był dziennikarzem. W grudniu 1981 został pełnomocnikiem Biura Politycznego Komitetu Centralnrgo Polskiej Zjednoczonej Partii Robotniczej ds. telewizji i prasy w Łodzi. We wrześniu 1988 reprezentował stronę rządową w trakcie tzw. rozmów z opozycją w Magdalence.
Był przewodniczącym powołanej 21 lutego 1990 (Niezależnej) Polskiej Partii Socjalistycznej, która później współtworzyła zjednoczoną PPS. Jako przedstawiciel tej partii Mieczysław Krajewski w wyborach w 1993 uzyskał mandat posła na Sejm II kadencji z listy Sojuszu Lewicy Demokratycznej. Zasiadał w Komisji Polityki Gospodarczej, Budżetu i Finansów, a także trzech komisjach nadzwyczajnych i dwóch podkomisjach. W wyborach parlamentarnych w 1997 bez powodzenia ubiegał się o reelekcję.
Od 1993 do 1996 stał na czele Centralnego Komitetu Wykonawczego PPS.
Pochowany na cmentarzu komunalnym Północnym w Warszawie.

## Odznaczenia
W 1997 otrzymał Krzyż Oficerski Orderu Odrodzenia Polski.